# 크리스티안 노보아
크리스티안 페르난도 노보아 테요(스페인어: Christian Fernando Noboa Tello, 1985년 4월 9일 ~ )는 에콰도르의 전 축구 선수로, 현역 시절 포지션은 미드필더였다.

## 선수 경력

### 클럽
2004년 고향팀이자 에콰도르 세리에 A 소속팀인 CS 에멜렉에서 데뷔하여 리그 89경기 8골을 기록하며 2006 시즌 리그 준우승에 기여했다.
그 후 2007년 러시아 프리미어리그의 FC 루빈 카잔으로 이적하여 2012년까지 146경기 27골로 2연속 리그 우승, 2010년 러시아 슈퍼컵 우승 등에 기여하며 팀의 주축 미드필더로 활약했고 2012년 FC 디나모 모스크바로 이적 후 92경기 12골을 기록하면서 팀의 3번의 리그 4위(2011-12, 2013-14, 2014-15), 2011-12 시즌 러시아컵 준우승에 기여했다.
그리고 2015년 그리스 슈퍼리그의 PAOK FC로 이적하여 17경기 2골로 팀의 2015 시즌 리그 3위에 일조했고 이후 같은 해 7월 FC 로스토프 이적을 통해 다시 러시아 프리미어리그로 복귀하여 64경기 11골을 기록하며 2015-16 시즌 리그 준우승에 기여했으며 2017년 6월 FC 제니트 상트페테르부르크로 이적하여 2018-19 시즌 리그 우승을 맛보았지만 2019-20 시즌까지 단 22경기 출장에 그쳤고 2018년 친정팀인 루빈 카잔으로 잠시 임대 이적하여 10경기 2골을 기록했다.
이후 2019년 8월 PFC 소치로 트레이드되어 2020-21 시즌 어시스트 부문 1위에 오르며 팀의 리그 5위 입상에 큰 기여를 했으며 현재까지 29경기 11골을 기록 중이다.

### 국가대표팀
2009년 3월 29일 브라질과의 2010년 FIFA 월드컵 남미 지역 예선 11차전에서 국제 A매치 데뷔전을 치르자마자 후반 44분경 A매치 데뷔골을 환상적인 득점으로 장식하며 팀의 1-1 무승부에 기여했고 파라과이와의 12차전 경기에서도 득점을 기록했다.
이후 아이티와의 2016년 코파 아메리카 센테나리오 B조 조별리그 최종전에서도 득점을 기록하며 1997년 이후 19년만에 팀의 8강 진출을 이끌었으나 8강에서 홈팀 미국에 1-2로 석패하며 4강 문턱에서 주저앉았다.